# Juho Kusti Paasikivi
Juho Kusti Paasikivi (/ˈjuho ˈkusti ˈpɑːsiˌkiʋi/) (né le 27 novembre 1870 à Hämeenkoski et mort le 14 décembre 1956 à Helsinki) est un banquier, un diplomate et un homme d'État finlandais.

## Biographie
Johan Gustaf Hellsten naît en 1870 dans le sauna de la maison de Kulma-Seppälä du village d'Huljala à Hämeenkoski. Son père August Hellsten est un commercial itinérant basé à Tampere. Sa mère, Karolina Wilhelmina Selin a déjà une fille Karolina Hagman que son père a acceptée lors du mariage. La mère de Juho, Karolina Wilhelmina Selin décède quand il a quatre ans.
L'année suivante la famille déménage à Hollola près de Lahti ou Johan August fonde un magasin de tissus. L'affaire est une réussite et son père vend dans toute la région. Le jeune Paasikivi est un athlète et un gymnaste enthousiaste.
Son père ayant reconnu son potentiel l'inscrit au lycée d'Hämeenlinna. Sous l'influence de la fennomanie les écoles en finnois relèvent la tête durant les années 1870 et 1880. L'une des écoles les plus significatives pour la finnicité est le lycée normal d'Helsinki qui a déménagé pour Hämeenlinnaan en 1872. Les professeurs sont de très haut niveau et Paasikivi est passionné de lecture et est le meilleur élève de sa classe.
Paasikivi est professeur associé de loi administrative à l'université d'Helsinki de 1902 à 1903.
L'été 1877, un incendie détruit presque totalement les maisons du village d'Hollola. En juillet 1878, Johan August achète un terrain dans le canton de Lahti où il construit une nouvelle boutique de tissus en 1879. À cette époque Juho fréquente l'école primaire d'Hollola.
Le père de Juho meurt quand il a quatorze ans. À la mort de son père, sa tante Kaisa Hagman prend la responsabilité éducative. En 1885, Paasikivi finnicise son nom en Juho Kusti Paasikivi.
En 1890, il entre à l'université Alexandre et en sort en mai 1892 avec un Bachelor en langue et littérature russe. Cette formation s’avérera très utile par la suite. L'idée nationale finlandaise est influente à l'université, mais en même temps on cherche à avancer prudemment en assurant l’Empereur russe de la loyauté du grand-duché de Finlande.
Les Russes avaient commencé la russification progressive de la Finlande (première période d'oppression (fi)) et à l'automne 1890 on ils présenteront le Postimanifesti, dont l'objectif est d'harmoniser les services postiers, douaniers et financiers du grand-duché de Finlande avec leur équivalents de l'Empire russe.
Deux semaines après la publication du manifeste Paasikivi adhère à la Nation des Tavastiens dans laquelle règne un esprit conservateur.
Pendant ses études universitaires Paasikivi apporte son concours à Uusi Suometar à partir de 1890.
À l'automne 1891, Paasikivi fait un voyage d'étude et de journalisme à Novgorod.
Ce premier voyage international de plus d'un semestre lui permet de découvrir une autre culture mais son sentiment national ne changera pas.
Indépendamment de son regard critique Paasikivi gardera sa vie durant son intérêt pour la société et la culture russe.

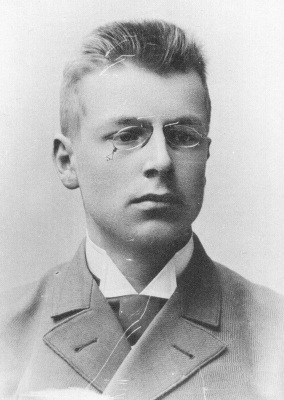
Le jeune maître J. K. Paasikivi en 1893.

En mai 1892, Paasikivi obtient son "Master of Arts" avec la note laudatur. L'hiver suivant il décide de changer de spécialité et de préparer un Master en droit.
En mars 1893, il fait la connaissance de Anna Forsman avec qui ils se fiance l'été suivant.
À côté de ses études, Paasikivi est actif Nation des Tavastiens et il est secrétaire de l'organisation étudiante fennomane Suomalainen Nuija à partir de 1894. L'année suivante il en est élu président mais il abandonnera ses activités en février 1896
Pendant ses études Paasikivi travaille comme enseignant. Il fonde aussi en 1896 l'école mixte de Lahti (fi) et y enseigne pendant une année scolaire. Il investira aussi dans le projet de construction de la première école primaire, rue Vuorikatu à Lahti.
Pendant une partie de ses études, il travaille comme assistant au tribunal de district d'Asikkala et comme huissier et comme avocat à Lahti. Il obtient son Master en droit en mai 1897.
Le 1er juin 1897, il épouse Anna Forsman à Tikkurila.
Après l'obtention de son diplôme, Paasikivi continue à pratiquer afin d'obtenir le titre d'avocat et il cherche des revenus supplémentaires en étant le premier avocat privé de Lahti.
Paasikivi passe ses étés 1898 et 1900 à Stockholm pour recueillir des documents pour sa thèse aux archives nationales.
L’été 1899, il suit les cours de l'université de Leipzig. À l'automne 1899, il quitte Lahti pour Helsinki. Il soutient deux thèses et obtient deux doctorats en mai 1901.
Paasikivi quitte ce poste de professeur pour devenir directeur en chef du trésor public du grand-duché de Finlande, poste qu'il tiendra jusqu'en 1914.
Pendant toute sa vie d'adulte, Paasikivi sera présent dans les cercles dirigeants de la politique de Finlande. Il défend l'idée d'une plus grande autonomie pour la Finlande et d'un gouvernement (Sénat) indépendant. Il résiste aux intentions Panslavistes de la Russie de faire du Russe la seule langue officielle dans tout l'Empire russe.
Toutefois, il était membre du Parti finlandais qui s'opposait à l'exigence de tactiques radicales qui pouvaient être perçues comme une agression par les Russes. Paasikivi est député du Parti finlandais pendant les périodes 1907–1909 et en 1910–1913. Il est sénateur en 1908–1909 comme responsable de la commission financière.
Durant la Première Guerre mondiale, Paasikivi commence à douter de la ligne du Parti finlandais. En 1914, après avoir démissionné de son poste au Trésor, et aussi avoir abandonné sa position de membre du Parlement, il abandonne la vie politique. Il devient directeur général de la banque Kansallis-Osake-Pankki et gardera ce poste jusqu'en 1934.
De 1915 à 1918, Paasikivi est aussi conseiller municipal de la ville d'Helsinki.
En tant que conservateur, Paasikivi s'oppose à la présence de sociaux-démocrates au gouvernement ou de membres du Parti communiste au Parlement. Provisoirement, il soutient le mouvement de Lapua semi-fasciste, qui a demandé des mesures radicales contre la gauche politique.
Mais finalement, le mouvement Lapua se radicalise encore plus allant jusqu'à agresser Kaarlo Juho Ståhlberg, l'ancien président libéral de la Finlande, alors Paasikivi comme beaucoup d'autres partisans, se détourne de la droite radicale.
En 1934, il est élu président du Parti de la coalition nationale, et il réussit à réhabiliter ce parti malgré les soupçons de sa proximité avec le Mouvement de Lapua et après le coup d'État manqué de la rébellion de Mäntsälä.

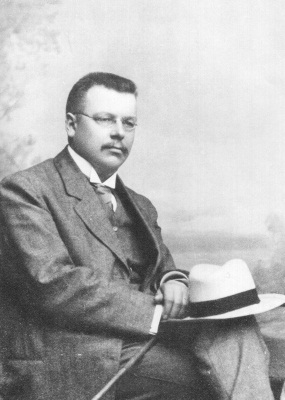
Le député J. K. Paasikivi en 1907

Au début de la première période d'oppression (fi) de 1904–1905, le Parti finlandais présente des questions de réformes de la politique intérieure.
À l'automne de 1904, le parti demande le droit de vote universel. La grande grève de 1905 repose la question la diète de Finlande. En 1905, par le manifeste de novembre (fi), le tsar de Russie décide de la première période d'oppression (fi). À la fin 1905, on organise les élections à la diète de Finlande qui se concluront par la défaite du Parti finlandais.
Paasikivi est pour la première fois candidat de la bourgeoisie mais il n'aura pas de siège.
À la même époque, on conçoit une réforme de la diète, visant à la création d'un Parlement monocaméral.
Pour s'adapter au futur fonctionnement, le Parti finlandais se reforme en février 1906.
En octobre 1906, le parti adopte un nouveau programme écrit en pratique par Paasikivi, Ernst Nevanlinna, Lauri Ingman, Kaarle Nestor Rantakari et Hannes Gebhard.
La part de Paasiki est centrale pour la réforme de la loi électorale.
En mars 1908, le Sénat de Mechelin (fi) subit une motion de censure du parlement est doit démissionner.
Le mois suivant le tsar dissout le Parlement et ordonne de nouvelles élections pour les 1er et 2 juillet 1908.
Juho Kusti Paasikivi est élu Sénat de Hjelt (fi) comme responsable des finances le 1er août.
Sa question politique majeure sera l'acquisition d'un pret étranger puour couvrir les dépenses de la Finlande.
Des dettes ont surgi en particulier pour la construction du réseau ferroviaire à partir des années 1860.
Paasikivi réussira à obtenir un prêt de l’Angleterre et de la Russie.
À la suite de la révolution de Février 1917 en Russie, Paasikivi est nommé au comité qui travaille à définir une nouvelle législation pour un grand-duché modernisé.
Au début, il défend une autonomie accrue au sein de l'Empire russe, en opposition aux Sociaux-Démocrates du gouvernement de coalition, qui aspiraient en vain à une autonomie future mais après la révolution d'Octobre bolchévique, Paasikivi défend une pleine indépendance quoique sous la forme d'une monarchie constitutionnelle.
Paasikivi adhère au parti de la coalition nationale fondé en 1918.
Pendant la guerre civile finlandaise Paasikivi est fermement du côté du gouvernement Blanc.
De mai à novembre 1918, dans son rôle de premier ministre, il aspire à une monarchie constitutionnelle avec le prince Frédéric-Charles de Hesse-Cassel comme roi ce qui assurerait l'aide de l’Allemagne contre la Russie bolchévique.
Cependant, l'Allemagne ayant perdu la Première Guerre mondiale, l'idée de monarchie est remplacée par la mise en place d'une république plus au goût de la triple-Entente.
Le sénat de démissionne alors et Paasikivi retourne à la Kansallis-Osake-Pankki.
Paasikivi sera négociateur de la paix à plusieurs occasions dans les années 1920, 1930 et 1940. Il fut Premier ministre de trois gouvernements en 1918 puis de 1944 à 1946.
Il devint le septième président de la République finlandaise de 1946 à 1956.  
En 1946, le président Carl Gustaf Emil Mannerheim démissionne et Paasikivi est élu pour achever le mandat en cours. Il n'est pas élu normalement mais le Parlement s'appuie sur une loi d'exception pour organiser l'élection présidentielle de 1946 (fi). Il remportera aussi très largement l'élection présidentielle de 1950 (fi).
Paasikivi ouvre les jeux olympiques d'été de 1952.
En 1955, Paasikivi fait une visite d'État à Moscou accompagné entre autres du Premier ministre Urho Kekkonen et de l'ambassadeur Viktor Lebedev.
C'est alors que fut décidé le retour de la base navale de Porkkala et la prolongation du traité finlando-soviétique de 1948.
Comme président, Paasikivi garde la responsabilité des relations étrangères de la Finlande en essayant d'assurer une paix et une plus grande liberté d'action pour la Finlande.
Paasikivi pense qu'en dépit de toute la rhétorique, la Finlande doit s'adapter aux politique de la super puissance et il signera les traités avec l'URSS afin d'éviter un destin pire.
Cette ligne Paasikivi a été suivie pendant plusieurs décennies et on la nommera Finlandisation dans les années 1970.
En 1956, Paasikivi est le candidat officieux, autrement dit le cheval noir du troisième tour de l'élection présidentielle mais c'est Urho Kekkonen qui sera élu.

## Vie privée
Le 1er juin 1897, Juho Paasikivi épouse Anna Matilda Forsman (1869–1931). Ils auront quatre enfants: Annikki (1898–1950), Wellamo (1900–1966), Juhani (1901–1942), et Varma (1903–1941).
Sa seconde épouse est Allina Valve (1934–1956). Leurs enfants sont Annikki Paasikivi (1898–1950), Wellamo Paasikivi-Ant-Wuorinen (1900–1966), Juhani Paasikivi (1901–1942) et Varma Paasikivi (1903–1941).

## Récompenses et distinctions

Blason de Juho Kusti Paasikivi

- Grand-croix de l'ordre de la Rose blanche ( Finlande)
- Grand-croix de l'ordre du Lion de Finlande ( Finlande)
- Grand-croix de l'ordre de la Croix de la Liberté ( Finlande)
- Grand-croix de l'ordre du Faucon[33] ( Islande)
- Chevalier de l'ordre des Séraphins ( Suède)
- Ordre royal de l'Étoile polaire ( Suède)
- Grand-croix de l'ordre de Saint-Olaf ( Norvège)
- Chevalier de l'ordre de l'Éléphant ( Danemark)
- Ordre de Lénine ( USSR)
- Ordre de Sainte-Anne ( Russie)
- Croix de fer ( royaume de Prusse)
- Ordre national de la Légion d'honneur ( France)
- Ordre de Saint-Stanislas ( Pologne)